# Шпревальд
Шпревальд (нем. Spreewald — «Лес на Шпре», н.-луж. Błota — «Болота») — низменная местность в Германии, богатая речными каналами и пойменными лугами. Находится в федеральной земле Бранденбург (районы Шпре-Найсе, Даме-Шпревальд и Верхний Шпревальд-Лужица).
Шпревальд разделяют на Верхний Шпревальд (южная часть) и Нижний Шпревальд (северная часть). Во время последнего ледникового периода ландшафт был деформирован: Шпре в пределах низменности своей дельты разветвляется на множество каналов и рукавов общей протяженностью более 970 километров.
На территории Шпревальда существует около 18 000 видов растений и животных. В 1991 году Шпревальд был признан ЮНЕСКО заповедником. В Бранденбурге туристы могут покататься по каналам Шпревальда на лодке.
Маринованные огурцы — фирменный продукт Шпревальда. В фильме «Гуд бай, Ленин!» шпревальдские маринованные огурчики представлены символом гастрономии бывшей ГДР.

## Цифры
Общая площадь — 3173 км², в том числе сельской местности — ок. 2800 км². 

Количество жителей — ок. 50 000, в том числе в сельской местности ок.103 000 

Плотность населения — 84,9 чел. на км², в том числе в сельской местности ок. 37 на км².

## Населённые пункты на территории Шпревальда
- Бург
- Котбус
- Люббен
- Люббенау
- Штраупиц
- Шлепциг

## Съёмки
В 2016 году состоялась премьера клипа Aulë und Yavanna певицы Oonagh, снятого в лесах Шпревальда.